# 황충
황충(중국어 정체자: 黃忠, 간체자: 黄忠, 병음: Huáng Zhōng 황중[*], ?~220년)은 중국 후한과 촉한의 군인으로 유비 휘하의 장군이다. 자는 한승(중국어 정체자: 漢升, 간체자: 汉升, 병음: Hànshēng 한성[*])이며 촉나라에서 후장군, 정서대장군에 올랐다. 오호대장군 중에 하나다.

## 생애
형주 남양군 사람이다. 형주목(荊州牧) 유표(劉表)가 그를 중랑장(中郞將)으로 삼아 유반(劉磐)과 함께 유현(攸縣)을 수비하게 했다. 조조(曹操)가 형주를 점령하자 임시로 비장군(裨將軍) 직을 대행하게 하니, 예전 임무에 종사하며 장사태수(長沙太守) 한현(韓玄)에 속하게 되었다.
유비(劉備)가 남쪽으로 여러 군(郡)을 평정하자 황충이 마침내 몸을 맡기기로 하고는 그를 수행해 촉(蜀)으로 들어갔다. 가맹(葭萌)에서 임무를 받아 군대를 돌려 유장(劉璋)을 공격하니, 황충은 늘 앞장서서 적진에 올라 함락시켰고 용맹하고 굳셈이 삼군(三軍)의 으뜸이었다. 익주(益州)가 평정된 뒤 토로장군(討虜將軍)에 임명되었다.
건안(建安) 24년(219년), 정군산(定軍山)에서 하후연(夏侯淵)을 공격했다. 하후연의 군대는 매우 정예했으나 황충은 적의 예봉을 꺾어 어김없이 전진하며 사졸들을 격려하여 이끌고, 징과 북소리는 하늘을 울리고 환성은 골짜기를 뒤흔드니, 한번 싸움으로 하후연을 크게 무찌르고 죽였다. 정서장군(征西將軍)으로 올랐다.
이 해 유비가 한중왕(漢中王)이 되어 황충을 후장군(後將軍)으로 임명하려 하니, 제갈량(諸葛亮)이 유비를 설득하였다.
| “ | 황충의 명망은 본래 관우(關羽) · 마초(馬超)와 동등하지 않았는데 이제 곧바로 동렬에 두려 하십니다. 마초·장비(張飛)는 가까이에서 그의 공을 직접 보았으므로 그 뜻을 이해할 수 있으나, 관우는 멀리서 이를 들으면 필시 달가워하지 않을 것이니 이는 불가한 일이 아니겠습니까? | ” |

유비는 관우를 직접 타이르겠다 하고는, 관우 등과 더불어 나란한 지위에 두고 관내후(關內侯)의 작위를 내렸다.
실제로도 관우는 황충이 후장군이 되자 불평을 했는데 유비는 하후연을 사살한 일을 설명하여 관우를 설득했다.
이듬해 죽었고, 시호를 강후(剛侯)라 하였다. 아들 황서(黃敘)는 일찍 죽었고 후사가 없었다.

## 《삼국지연의》에서의 황충
관우가 장사를 공략할 때 그와 대적하였다. 오랜 공방 끝에 황충의 말이 부상을 입어 그가 낙마하였다. 하지만 관우는 어디까지나 정정당당하게 승부하기로 마음먹고 그 허를 찌르려 하지 않고, 말에 다시 올라타려는 황충을 도와주었다. 이것에 대해서 황충은 감복하였고, 태수 한현에게 백발백중의 활 솜씨로 관우를 쏘아 죽이라는 명령을 받고 고뇌하였다. 결국 다음 대결에서는 그의 장기인 활로 관우의 투구만을 쏘아 빚을 갚았다.
그 결과 황충은 명령위반죄로 한현에게 체포되어 처형될 위기에 놓였다. 그러나 동료 위연이 “장사의 공신을 처형하는 것은 당치 않으며 오히려 태수의 학정이야말로 그 죄를 물어야 한다” 라고 민중을 선도하고 한현을 등진다. 위연은 한현을 살해하고 관우에게 항복해 성문을 열어주었기 때문에 황충은 처형을 면하였다.
그 후 황충은 주군 한현에 대한 충성을 지켜 병을 핑계로 누구와도 만나지 않고 있었는데, 유비가 직접 찾아가 앞으로 자신을 도와달라고 요청했다. 이에 그는 유비의 신망과 인덕을 인정해 저항한 것을 사죄하고 충성을 맹세하였다.
유비의 촉 공략을 수행했을 때에는 위연이 공을 세우려고 몰래 빠져나간 결과 도리어 위기에 빠진 것을 구하여 아군이 궁지에 빠지는 상황을 미리 막았다. 또 한중 쟁탈전에서는 같은 노익장으로 불리는 엄안(嚴顔)과 짝을 이루어 활약한다.
222년 이릉 전투에서 황충은 유비가 “노인이 나서봤자 소용없다.” 라고 중얼거리는 것을 듣고 분기해 적은 군세에도 불구하고 오나라 진지를 공격해 사적을 죽이고 반장(潘璋)과 힘겹게 싸운다. 그리고 주위에서 말리는 것도 듣지 않고 무모하게 적진 깊숙이 침입해 들어가다 어깨에 마충(馬忠)의 화살을 맞아 부상을 당했다. 유비는 “내가 그런 서운한 말을 해서 그대가 이런 일을 겪고 말았다” 며 사죄하였고, 황충은 유비가 지켜보는 가운데 75세의 나이로 숨을 거두었다.

## 가계

### 관련 인물
황서

## 같이 보기
- 삼국지 인물 목록
- 진수 (서진)
- 나관중